# Internationaux de Strasbourg 2013
Internationaux de Strasbourg 2013 byl tenisový turnaj pořádaný jako součást ženského okruhu WTA Tour, který se hrál na otevřených antukových dvorcích městského areálu. Konal se mezi 18. až 25. květnem 2013 ve francouzském Štrasburku jako 27. ročník turnaje.
Turnaj s rozpočtem 235 000 dolarů patřil do kategorie WTA International Tournaments. Nejvýše nasazenou hráčkou ve dvouhře se stala světová čtrnáctka Marion Bartoliová z Francie.

## Ženská dvouhra

### Nasazení
| Stát          | Hráčka                | WTA1) | Nasazení |
| ------------- | --------------------- | ----- | -------- |
| Francie       | Marion Bartoliová     | 14.   | 1.       |
| Rakousko      | Tamira Paszeková      | 29.   | 2.       |
| Francie       | Alizé Cornetová       | 30.   | 3.       |
| Tchaj-wan     | Sie Šu-wej            | 41.   | 4.       |
| Rumunsko      | Monica Niculescuová   | 46.   | 5.       |
| Spojené státy | Christina McHaleová   | 54.   | 6.       |
| Jižní Afrika  | Chanelle Scheepersová | 57.   | 7.       |
| Slovensko     | Daniela Hantuchová    | 61.   | 8.       |

- 1) Žebříček WTA k 13. květnu 2013.[2]

### Jiné formy účasti
Následující hráčky obdržely divokou kartu do hlavní soutěže:
- Claire Feuersteinová
- Caroline Garciaová
- Virginie Razzanová

Následující hráčky postoupily z kvalifikace:
- Marta Domachowská
- Magda Linetteová
- Flavia Pennettaová
- Shelby Rogersová

### Odhlášení
před zahájením turnaje
- Lara Arruabarrenová
- Maria Kirilenková
- Anabel Medinaová Garriguesová
- Pauline Parmentierová
- Heather Watsonová

## Ženská čtyřhra

### Nasazení
| Stát         | Hráčka             | Stát         | Hráčka                | WTA1) | Nasazení |
| ------------ | ------------------ | ------------ | --------------------- | ----- | -------- |
| Slovensko    | Daniela Hantuchová | Česko        | Lucie Hradecká        | 57.   | 1.       |
| Jižní Afrika | Natalie Grandinová | Česko        | Vladimíra Uhlířová    | 83.   | 2.       |
| Zimbabwe     | Cara Blacková      | Nový Zéland  | Marina Erakovicová    | 86.   | 3.       |
| Japonsko     | Kimiko Dateová     | Jižní Afrika | Chanelle Scheepersová | 146.  | 4.       |

- 1) Žebříček WTA k 13. květnu 2013; číslo je součtem umístění obou členek páru.

### Jiné formy účasti
Následující páry obdržely divokou kartu do hlavní soutěže:
- Claire Feuersteinová /  Lara Michelová
- Caroline Garciaová /  Mathilde Johanssonová

Následující pár do soutěže nastoupil z pozice náhradníka:
- Marta Domachowská /  María Teresa Torrová Florová

### Odstoupení
před zahájením turnaje
- Olga Pučkovová

v průběhu turnaje
- Daniela Hantuchová (zranění pravého ramena)

## Přehled finále

### Ženská dvouhra
- Alizé Cornetová vs.  Lucie Hradecká, 7–6(7–4), 6–0

### Ženská čtyřhra
- Kimiko Dateová /  Chanelle Scheepersová vs.  Cara Blacková /  Marina Erakovicová, 6–4, 3–6, [14–12]